# Ain't Misbehavin'
Ain't Misbehavin' är en jazzlåt skriven 1929, med text av Andy Razaf till en melodi av Thomas "Fats" Waller och Harry Brooks, för broadwaymusikalen Connie's Hot Chocolates. Samma år, 1929, spelades den in av Leo Reisman, Louis Armstrong, Bill Robinson, Gene Austin. Ruth Etting och Fats Waller själv. Därefter har den spelats in av bland andra Anita O'Day, Sarah Vaughan, Duke Ellington, Bing Crosby, Billie Holiday, Eartha Kitt, Ella Fitzgerald, Teddy Wilson, Django Reinhardt, Miles Davis, Art Tatum, Sam Cooke, Ray Charles, Nat King Cole, Willie Nelson, Hank Williams Jr. och Bill Haley, samt Alice Babs med Erik Franks kvintett. Originalinspelningen från 1929 med Fats Waller tilldelades en Grammy Hall of Fame Award 1984, 2001 placerades låten på plats 41 bland "Songs of the Century" av The Recording Industry Association of America/National Endowment for the Arts och 2004 var den en av de 50 inspelningar som valdes in i Library of Congress Recordings.